# نزار (اسم)
نزار هو اسم علم مذكر من أصل عربي، ومعناه هو من النزر وهو القليل النادر.

## الأصل اللغوي
من النَّزْر وهو القليل ؛ قالوا: "امرأةُ نَزرة" قليلة الولد، و"رجل نزور" قليل الكلام. والنَّزْر: الإلحاح في السؤال، وقلة الخير. والعرب يسمون أبناءهم نزاراً على اسم نزار بن معدّ. وفي: الروض الأُنُف": سُمّي نزارٌ نزاراً لأن أباه لمَا وُلد له ولده نظر إلى نور النبوَّة بين عينيه. وهو النور الذي كان يُنقل في الأصلاب حتى انتهى إلى محمد (صلى الله عليه وسلم) . ففرح فرحاً شديداً ونحرَ وأطعمَ، وقال: إنَّ هذا كلَّه لنزْرٌ في حق هذا المولود"، فسمي نزاراً لذلك. وانظر لسان العرب مادة (نزرَ). ونزار يُلفظ بكسر النون، وبعضهم يلفظه بفتحها. كما أن بعضهم يلفظ "نَزّاراً" وهماً منه أنه على وزن فعّال الذي يحبه العرب، مثل: عزّام، صدّام، هزّاع على المبالغة. والصواب هو التخفيف والكسر.

## شخصيات تحمل الاسم
- نزار المصطفى لدين الله (1045 – 1095)
- نزار بايراموف (لاعب كرة قدم روسي، 4 سبتمبر 1982[4] – )
- نزار بركة (سياسي مغربي، 6 فبراير 1964 – )
- نزار بن معد (الجد الثامن عشر للنبي محمد بن عبد الله. (اسنة 55 ق م، القرن ١ م، الحجاز
- نزار حامد (لاعب كرة قدم سوداني، 3 أكتوبر 1988 – )
- نزار خلفان (لاعب كرة قدم تنزاني، 21 يونيو 1988[5] – )
- نزار ريان (سياسي فلسطيني، 6 مارس 1959 – 2009)
- نزار قباني (شاعر سوري راحل، 21 مارس 1923[6][7] – 30 أبريل 1998[6][7])
- نزار محروس (لاعب كرة قدم سوري، 1963 – )
- نزار نواف منصور الهنداوي (1954 – )
- نزار شويخي ( طالب جزائري 2008- )

## وصلات خارجية
- موسوعة السلطان قابوس لأسماء العرب